# Urs Aeberhard
Urs Aeberhard (Hausen am Albis, 18 febbraio 1971) è un ex bobbista svizzero.

## Biografia
Viene ricordato di una medaglia di bronzo nella sua disciplina, ottenuta ai campionati mondiali del 2000 (edizione tenutasi a Altenberg, Germania) insieme ai connazionali Bruno Aeberhard, Domenic Keller e Christian Reich.
Nell'edizione l'argento e l'oro andarono alle nazionali tedesche. Vinse nella stessa edizione anche un bronzo nel bob a due mentre l'anno successivo vinse il suo terzo bronzo, nel bob a quattro.